# Paraschizidium olearum
Paraschizidium olearum is een pissebed uit de familie Armadillidiidae. De wetenschappelijke naam van de soort is voor het eerst geldig gepubliceerd in 1919 door Karl Wilhelm Verhoeff.